# Marienleuchte
Marienleuchte ist eine Siedlung auf der deutschen Ostseeinsel Fehmarn und Ortsteil der gleichnamigen Inselstadt, gelegen im östlichen Bereich der Gemarkung Puttgarden.

## Bevölkerungsentwicklung
Zur Volkszählung am 6. Juni 1961 hatte Marienleuchte 43 Einwohner, am 27. Mai 1970 31 Einwohner, und am 25. Mai 1987 27 Einwohner in 13 Haushalten.

## Lage und Sehenswürdigkeiten
Marienleuchte liegt im Nordosten von Fehmarn, direkt an der Küste. Die nächstgelegenen Ortschaften sind Puttgarden (westlich) und Presen (südlich), wobei die Siedlung mit dem Auto nur über Puttgarden erreichbar ist. Von Presen aus führt ein landwirtschaftlicher Weg an der Küste entlang, der zu Fuß oder mit dem Fahrrad genutzt werden kann.
Nördlich der eigentlichen Siedlung, deren Häuser zum Teil als Ferienwohnungen an Touristen vermietet werden, befindet sich die Marineküstenstation Marienleuchte, die vor allem im Kalten Krieg zur Ortung von Schiffen und zum Abhören von Nachrichtenverkehr genutzt wurde und noch heute von der Bundeswehr betrieben wird.
Der Name „Marienleuchte“ geht auf die dänische Königin Marie-Sophie zurück. Sie gab dem 1832 von der dänischen Marineverwaltung gebauten Leuchtturm seinen Namen. 1864 kam die Insel Fehmarn unter deutsche Verwaltung und 1871 zum Deutschen Reich, doch der Name blieb bestehen. 
Der alte Leuchtturm aus dem Jahr 1832 sowie der 1964 neu errichtete Leuchtturm Marienleuchte sind zwei bekannte Sehenswürdigkeiten der Ortschaft.